# ديف باتيستا
ديفيد مايكل باتيستا (بالإنجليزية: David Michael Bautista)‏ (ولد 18 يناير 1969) لأب فلبيني وأم يونانية، يشتهر باسمه في الحلبة باتيستا مصارع وممثل أمريكي محترف باتيستا خمس مرات بطل العالم (أربع مرات بطل العالم للوزن الثقيل ومرتان بطل الـ WWE)، وثلاث مرات بطل الفرق (مرتان مع ريك فلير ومرة مع جون سينا)، ومرة واحدة بطل WWE للفرق مع ري ميستيريو، كما أنه فاز بمباراة "الرويال رمبل في عام 2005 و 2014.
يعمل السيد باتيستا حالياً كممثل ويقيم حالياً في فلوريدا
وفي نهايه عام 2009 عاد باتيستا للمصارعه في عروض راو عندما لعب مباره مع راندي اورتن وانتصر عليه وبعدها عاد باتيستا للسماك داون وشكل فريق مع ري ميستيريو ولعبو مباره ضد فريق جيري شو الذي يتكون من كريس جيريكو وبيج شو وفاز فريق ري وباتيستا وبعد خلاف بينه وبين ري ميستريو في مباريات Bragging Rights حيث كان (ري مستيريو) سبباً في عدم فوز باتيستا وبذلك بدات عداوه بينه وبين ري ميستريو وفي أغلب الأحيان يفوز باتيستا وبدا عداوه بينه وبين مات هاردي وفي مباريات تي ال سي tlc لعب مباره ضد الاندرتيكر على حزام العالم للوزن الثقيل وقام باتيستا بضرب الاندرتيكر تحت الحزام من دون ملاحظة الحكم ثم ضربه بكرسي حديدي في رأسه وتم الثتبيت ليفوز باتيستا ببطولة العالم للوزن الثقيل ولكن مدير عام سماك داون تيدي لونغ يأمر بإعادة المبارة ليفوز الاندرتيكر بالضربة القاضية على باتيستا.

## ايفولوشن (2003- 2005)
بعد خسارة اورتن امام باتيستا في أول مباراة لباتيستا حاول اورتن الانتقام في عدة مناسبات بمساعدة العديد من المصارعين ولكنه خسر في كل مرة، وكانت عاشر خسارة لباتسيتا امام المصارع الضخم رايكيشي بعد أن تسبب ديفون في خسارة باتيستا عن طريق الخطا فما كان من باتيستا إلا أن انتقم منه في الاسبوع القادم وغادر بعدها إلى عرض راو، وانضم في راو لفريق مكون من المصارع ريك فلير وتربل إتش وراندي اورتن سمي هذا الفريق باسم ايفولوشن.

## العودة إلى سماك داون (2005 - 2008)
عاد باتسيتا إلى سماك داون بعد انفصال ايفلوشن وكون عدة عداوات مع العديد من المصارعين أبرزها مع المصارع الثعلب إيدج وكينغ بوكر والاندرتيكر.و جون برادشو ليفليد المعروف ب JBL

## الذهاب إلى راو (2008 - 2009)

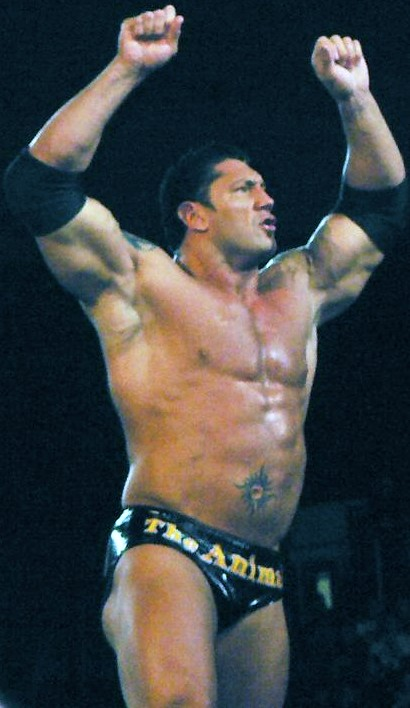
باتسيتا في عرض راو

انتقل باتيستا إلى عرض راو ولكن هذا لم يدم طويلا فكان لا يزال اروتن يكره باتيستا ومع وجود اورتن وفريقه الجديد ليغاسي في عرض راو بدات عداوة باتسيتا واروتن وحددت بينهما مباراة في judgementday 2009 فاز فيها اورتن بعد تدخل فريق ليغاسي لمساعدة راندي اورتن وبعدها بشهر في عرض Extremrules 2009 في مباراة قفص حديدي فاز فيها باتسيتا على اورتن ليصبح بطل الاتحاد وبعدها بيوم واحد تدخل ليغاسي أثناء احتفال باتسيتا بالحزام ليهاجموه ويكسروا يده اليسرى ويتسببوا باصابته اضطر بعدها باتسيتا إلى الغياب طويلا لتلقي العلاج وبعدها احتفظ اورتن بالحزام وغادر باتسيتا إلى سماك داون

## سماك داون من جديد ومصارع مكروه والرحيل (2009 - 2010)
عاد باتسيتا إلى عرض سماك داون لكنه بدا عداوة مع صديقه العزيز ري ميستيريو كان باتيستا يتكلم مع ري ميستيريو وهو مبتسم ثم انقلب وجهه غاضبا ودمر ري ميستيريو لان ري تسبب في خسارته للحزام في عرض braggin rights وفاز باتسيتا فيها في عرض survivor series 2009 وبعدها تحول باتسيتا إلى مصارع شرير مكروه وبدا ينتقد المصارعين والجمهور ويستخدم طرق غير شرعية للفوز.

## العودة إلى راو والمغادرة (2010)
في عرض Elimination chamber 2010 بعد فوز جون سينا بالحزام الاتحاد تدخل باتيستا وفاز ضد جون سينا ليصبح بطل للإتحاد
في عرض الاكستريم رولز لعب باتيستا مباراة لاست مان ستاندنج امام المصارع جون سينا استخدم جون سينا شريط لاصق لكي يعدالحكم حتى العشرة على المصارع باتيستا وتنتهي المباراة بفوز المصارع جون سينا واحتفاضة بلقب ثم أقيمة مباراة بين باتيستا وشيماس وراندي اورتن والفائز سيتائهل لكي يواجة المصارع جون سينا على لقب الدبليو دبليو إي ويفوز باتيستا بالمبارة عن طريق حركة سبير لراندي اورتن ويثبت باتيستا ويعد الحكم 1 2 3 ويتاهل باتيستا لكي يباري جون سينا على لقب الدبليو دبليو إي فأتا المصارع جون سينا وقال: انا اشكر المصارع شيمس لانني لولا شايمس لا كنت سوف احدت المباراة وقال جون سينا المباراة سوف تكون استسلام اخوضها مع باتيستا اتى شيمس وقال لجون سينا اتريد ان تلعب معي واتى باتيستا من الخلف وضرب جون سينا واتى المصارع مارك هنري وضرب باتيستا وفي نفس العرض لعب باتيستا ضدد مارك هنري وفاز باتيستا على مارك هنري وفي اوفر ليمت لعب المصارع جون سينا والمصارع باتيستا وانتهت المباراة بفوز جون سينا عن طريق إلقاء باتيستا بحركة الفينش من فوق سيارة وتحطيم الممر الذي يدخل عليه المصارعين وفي الاسبوع التالي في عرض راو اتى باتيستا وقال إنه يريد إعادة مباراته في سمر سلام لكن آتي مدير عرض الرو وقال له إن كنت تريد مباراة فعليك الفوز علي هذا المصارع ودقت موسيقي راندي أورتن في المكان وكان باتيستا لا يستطيع اللعب لانه جالس علي كرسي متحرك نتيجة إلقاء جون سينا له من فوق السيارة فغضب باتيستا من ذلك فاعتزل المصارعة زاعما أن المصارعة لن تكون كما كانت بعد ذهابه.
قام المصارع باتيستا بإعلان اعتزاله علنا في إحدى حلقات عرض المصارعة راو وذلك بعد ليلة من خروجه من مباراة اوفر ذا ليميت التي خسر فيها ضد جون سينا وادت إلى اصابته بعدة اصابات بليغة في أنحاء جسمه.

## العودة واتحاد إيفولوشن من جديد (2014 - حاليا)
أعلن في عرض الراو بتاريخ 23 ديسمبر 2013 ان باتيستا سوف يعود لاتحاد الدابليو دابليو اي في عرض الراو يوم 20 من شهر يناير عام 2014 الذي يسبق عرض رويال رامبل 2014 ب6 أيام.
وعاد باتيستا في عرض راو يوم 20 من شهر يناير بجسمه النحيف وبدا بتحدي راندي اورتن على حزام البطولة وفي رويال رامبل دخل بترتيب 28# وفاز لي يمهد طريقه رسلمينيا 30 وفي مهرجان WresteMania 30 أقيمت مباراة ثلاثية باتيستا وراندي أورتن ودانيال براين علي حزام بطولة العالم وخسر فيها لمصلحة براين واستسلم وفي عرض راو يوم 14 أبريل اتحد مع راندي أورتن وتربل اتش فريق إيفولوشن وخسروا في مباريات Extreme rules و PayBack ضد فريق الدرع وفي عرض راو 2 يونيو طلب باتيستا مباراة على بطولة العالم من تربل اتش قال له لن يحصل هذا قبل الانتهاء والقضاء على ثلاثي الدرع فاستقال باتيستا مرة أخرى.

## بطولاته وانجازاته
بطل WWE مرتان، بطل الفرق أربعة مرات مع جون سينا وري مستريو وريك فلير بطل الوزن الثقيل أربع مرات وأكثر من احتفظ بها في التاريخ لمدة (283) يوم وقد اضطر للتخلي عنه في يوم 13 يناير 2006 بسبب اصابة في ذراعه بسبب مارك هنري وقد عاد في 7 يوليو وانتقم من مارك هنري لأنه تسبب في غيابه لمدة 6 أشهر حركاته قاضية batista bomb، spine buster ,spaer ,أغنية الدخول إلى الحلبة (Iwalk Alone) غنية بواسطة saliva.

## الحركات المفضلة
Spin Buster
Kick Face
Spear
Angle slam
الحركة القاضية: Batista Bomb.
حركة الاستسلام: Batista Bite

## روابط خارجية
- ديف باتيستا على موقع IMDb (الإنجليزية)
- ديف باتيستا على موقع ميتاكريتيك (الإنجليزية)
- ديف باتيستا على موقع روتن توميتوز (الإنجليزية)
- ديف باتيستا على موقع ألو سيني (الفرنسية)
- ديف باتيستا على موقع بوكس أوفيس موجو (الإنجليزية)
- ديف باتيستا على موقع إن إن دي بي (الإنجليزية)
- ديف باتيستا على موقع قاعدة بيانات الفيلم (الإنجليزية)
- ديف باتيستا على موقع شيردوغ (الإنجليزية)
- ديف باتيستا على موقع Tapology.com (الإنجليزية)
- ديف باتيستا على موقع دبليو دبليو إي (الإنجليزية)
- ديف باتيستا على موقع WrestlingData.com (الإنجليزية)
- ديف باتيستا على موقع CageMatch worker (الإنجليزية)
- ديف باتيستا على موقع قاعدة بيانات المصارعة على الإنترنت (الإنجليزية)
- ديف باتيستا على موقع قاعدة بيانات المصارعة على الإنترنت (الإنجليزية)
- ديف باتيستا على موقع عالم المصارعة على الإنترنت (الإنجليزية)
- ديف باتيستا على موقع عالم المصارعة على الإنترنت (الإنجليزية)